# یوری ویپس
یوری ویپس (استونیایی: Jüri Vips؛ زادهٔ ۱۰ اوت ۲۰۰۰) راننده خودروی مسابقه‌ای اهل استونی است.